# Rodolfo Espinoza
Rodolfo Espinoza Díaz  (Guasave, Sinaloa, 14 de junio de 1981), es un exfutbolista mexicano que jugaba como Centrocampista o lateral por derecha.
Debutó con el Club Necaxa en la Primera División de México y se retiró con los Loros de Colima en la Liga de Ascenso de México.

## Trayectoria
Rodolfo Espinoza inició su carrera como futbolista en el Club Necaxa durante la Temporada 2000-2001; seis años después de estar con los Rayos, se marchó al Atlante, para un año más tarde regresar al Necaxa. En el 2008 jugó para Jaguares de Chiapas.
En enero del 2009, se unió a Club Universitario de Deportes de Perú. En julio del 2010 fue fichado por Chivas USA de la MLS. En agosto del 2011 retornó a Perú, pero para jugar con el Sporting Cristal, a petición expresa del técnico Juan Reynoso.
Volvió a México de cara a la Temporada 2012-2013, para fichar con Correcaminos de la UAT en la Liga de Ascenso de México; el siguiente año fue a Cruz Azul Hidalgo. Jugó con los Cañeros de Zacatepec del 2014 al 2016. Su último torneo como profesional fue con Loros de Colima en el Clausura 2017.

### Clubes
| Club                           | País                | Año       | Partidos | Goles |
| ------------------------------ | ------------------- | --------- | -------- | ----- |
| Club Necaxa                    | México              | 2001-2006 | 80       | 11    |
| Atlante                        | México              | 2006-2007 | 20       | 1     |
| Club Necaxa                    | México              | 2007      | 2        | 0     |
| Jaguares de Chiapas            | México              | 2008      | 33       | 0     |
| Club Universitario de Deportes | Perú                | 2009-2010 | 63       | 7     |
| Chivas USA                     | Estados Unidos      | 2010-2011 | 19       | 1     |
| Club Sporting Cristal          | Perú                | 2011      | 13       | 2     |
| Correcaminos de la UAT         | México              | 2012-2013 | 30       | 1     |
| Cruz Azul Hidalgo              | México              | 2013-2014 | 29       | 5     |
| Club Zacatepec                 | México              | 2014-2016 | 56       | 15    |
| Loros de Colima                | México              | 2017      | 14       | 0     |
| Total en su carrera            | Total en su carrera | 2001-2017 | 357      | 41    |

## Estadísticas
| Club                                       | Temporada           | Liga (1) | Liga (1) | Copas Nacionales (2) | Copas Nacionales (2) | Copas Internacionales (3) | Copas Internacionales (3) | Total    | Total |  |
| Club                                       | Temporada           | Partidos | Goles    | Partidos             | Goles                | Partidos                  | Goles                     | Partidos | Goles |  |
| ------------------------------------------ | ------------------- | -------- | -------- | -------------------- | -------------------- | ------------------------- | ------------------------- | -------- | ----- |  |
| Club Necaxa · México                       | 2001/02             | 1        | 0        | -                    | -                    | -                         | -                         | 1        | 0     |  |
| Club Necaxa · México                       | 2002/03             | 16       | 2        | -                    | -                    | 4                         | 2                         | 20       | 4     |  |
| Club Necaxa · México                       | 2003/04             | 5        | 0        | -                    | -                    | -                         | -                         | 5        | 0     |  |
| Club Necaxa · México                       | 2004/05             | 21       | 3        | -                    | -                    | -                         | -                         | 21       | 3     |  |
| Club Necaxa · México                       | 2005/06             | 31       | 4        | -                    | -                    | -                         | -                         | 31       | 4     |  |
| Club Necaxa · México                       | 2007                | 2        | 0        | -                    | -                    | -                         | -                         | 2        | 0     |  |
| Club Necaxa · México                       |                     |          |          |                      |                      |                           |                           |          |       |  |
| Club Necaxa · México                       | Total               | 78       | 9        | 0                    | 0                    | 4                         | 2                         | 82       | 11    |  |
| Atlante · México                           | 2006/07             | 20       | 1        | -                    | -                    | -                         | -                         | 20       | 1     |  |
| Atlante · México                           | Total               | 20       | 1        | -                    | -                    | -                         | -                         | 20       | 1     |  |
| Jaguares de Chiapas · México               | 2008                | 18       | 0        | -                    | -                    | -                         | -                         | 18       | 0     |  |
| Jaguares de Chiapas · México               | 2008/09             | 15       | 0        | -                    | -                    | -                         | -                         | 15       | 0     |  |
| Jaguares de Chiapas · México               | Total               | 33       | 0        | -                    | -                    | -                         | -                         | 33       | 0     |  |
| Universitario de Deportes · Perú           | 2009                | 36       | 2        | -                    | -                    | 5                         | 0                         | 39       | 2     |  |
| Universitario de Deportes · Perú           | 2010                | 14       | 1        | -                    | -                    | 8                         | 1                         | 22       | 2     |  |
| Universitario de Deportes · Perú           | Total               | 50       | 3        | 0                    | 0                    | 13                        | 1                         | 63       | 4     |  |
| Chivas USA Estados Unidos                  | 2011                | 15       | 1        | 1                    | 0                    | 3                         | 0                         | 15       | 1     |  |
| Chivas USA Estados Unidos                  | Total               | 15       | 1        | 1                    | 0                    | 3                         | 0                         | 19       | 1     |  |
| Sporting Cristal · Perú                    | 2011/12             | 11       | 2        | 2                    | 0                    | -                         | -                         | 13       | 2     |  |
| Sporting Cristal · Perú                    | Total               | 11       | 2        | 2                    | 0                    | -                         | -                         | 13       | 2     |  |
| Correcaminos de la UAT · México            | 2012/13             | 20       | 0        | 10                   | 1                    | -                         | -                         | 30       | 1     |  |
| Correcaminos de la UAT · México            | Total               | 20       | 0        | 10                   | 1                    | -                         | -                         | 30       | 1     |  |
| Cruz Azul Hidalgo · México                 | 2013/14             | 26       | 5        | 3                    | 0                    | -                         | -                         | 29       | 5     |  |
| Cruz Azul Hidalgo · México                 | Total               | 26       | 5        | 3                    | 0                    | -                         | -                         | 29       | 5     |  |
| Club Zacatepec · México                    | 2014/15             | 24       | 8        | 2                    | 1                    | -                         | -                         | 26       | 9     |  |
| Club Zacatepec · México                    | 2015/16             | 28       | 5        | 2                    | 1                    | -                         | -                         | 30       | 6     |  |
| Club Zacatepec · México                    | Total               | 52       | 13       | 4                    | 2                    | -                         | -                         | 56       | 15    |  |
| Loros de la Universidad de Colima · México | 2017                | 14       | 0        | -                    | -                    | -                         | -                         | 14       | 0     |  |
| Loros de la Universidad de Colima · México | Total               | 14       | 0        | -                    | -                    | -                         | -                         | 14       | 0     |  |
| Total en su carrera                        | Total en su carrera | 321      | 37       | 20                   | 3                    | 20                        | 3                         | 361      | 43    |  |

* Incluye: Ascenso, Liga, Liguilla, Copa Mx, SuperLiga, MLS, US Open Cup, Torneo descentralizado del Perú, Copa Inca y Libertadores. 

## Palmarés

### Campeonato nacional
| Categoría                 | Título                          | Club                           | País |
| ------------------------- | ------------------------------- | ------------------------------ | ---- |
| Primera División del Perú | Campeonato Descentralizado 2009 | Club Universitario de Deportes | Perú |